# Sistema de Localização indoor
Um sistema de Localização indoor é uma solução para se localizar objetos situados dentro de edificações onde o tradicional Sistema de navegação por satélite (GPS) não possui uma boa performance. A tecnologia funciona a partir do processamento de três tipos de sinais distintos capturados pelo equipamento móvel: Wi-Fi, acelerômetro e campo magnético. Não se utiliza de qualquer tipo de satélite para se obter a localização e sim 3 medidas de distância para assim se calcular o posicionamento através da triangulação.

## Relação com GPS
Sistemas de navegação por satélite (GPS) geralmente não são eficientes em locais fechados pois os sinais de microondas são atenuados pelo teto, parede e outros objetos da construção. Entretanto, para uma melhor eficiência, é possível a combinação das duas tecnologias.
Outra solução possível, é de se utilizar de uma tecnologia chamada GNSS mais poderosa que o GPS que é capaz de determinar uma localização indoor. Sua tecnologia está cada vez mais sensível devido à contínua evolução dos chips e seu poder. Porém, para obter a localização é necessário usar quatro satélites, sendo ainda uma grande desvantagem da tecnologia.

## Tecnologias que não utilizam rádio
Não menos eficientes, tecnologias que não utilizam rádio, podem ser utilizadas na localização. Isso evita custos de instalação de equipamentos como a popular infraestrutura wireless.

### Posicionamento Magnético
O posicionamento magnético é um exemplo de localização indoor que não utiliza de ondas de rádio. Com uma precisão de 1-2 metros e nível de confiânça de 90% ela é baseada nos ferros da construção que cria uma variação do campo magnético da Terra. Chips inseridos dentro de smartphones são capazes de sentir essas variações e mapear a localização indoor.

### Medições Inerciais
Uma possível abordagem para localização indoor que não utiliza ondas de rádio, é através da medição de passos de um indivíduo através de um sensor portado pelo indivíduo que pode ser cruzado com mapas e assim se chegar numa posição exata.

## Tecnologias Wireless
Qualquer tipo de tecnologia Wireless pode ser utilizada para localização indoor. Ela é de grande vantagem pois pode aproveitar da infraestrutura de wireless já instalada no local. Elas possuem três principais topologias para o hardware e software da solução, são elas: network-based, terminal-based, e terminal-assisted.

### Sistema de posicionamento baseado em Wi-Fi (WPS)
O Sistema de posicionamento baseado em Wi-Fi (WPS) utiliza os pontos de acesso sem fio para medir a intensidade do sinal receptor assim podendo se calcular a distância do ponto de acesso. Os sistemas de localização atuais fornecem com relativa exatidão o posicionamento de um dispositivo (ex.GPS). O ideal no caso de uma localização em um ambiente indoor seria o WPS, na qual são necessários pontos de acesso espalhados em locais estratégicos. Esses pontos de acesso, aliados a técnicas de triangulação de sinal, permitem que se identifique a localização do indivíduo.
Algumas das técnicas mais utilizadas são o AoA (Angle of Arrival), que é um método para determinar a direção de propagação das ondas de rádio comparando com uma direção de referência, em um conjunto de geralmente 3 antenas. Estas serão posicionadas de maneira que estejam dentro de um raio de alcance do dispositivo, o ponto de interseção das antenas será a localização do dispositivo.Na técnica baseada em RSSI (Received Signal Strenght Indicator) são realizadas medições da potência do sinal em vários pontos do ambiente e o resultado é armazenado em uma base de dados. Esses dados são comparados com a medição em tempo real do valor RSSI em um dispositivo. O resultado mais aproximado determina a localização. Por fim, a técnica TDOA (Time Diference of Arrival - variação do tempo de chegada), mede o atraso do tempo de chegada do sinal de um transmissor até um receptor.
A In Loco Media é um exemplo de empresa no Brasil que faz uso do modo WPS.

### Bluetooth
De acordo com o Bluetooth Special Interest Group, o Bluetooth pode apenas determina a proximidade de um objeto. Ele não é capaz de por um pino de localização em um mapa, por exemplo. Com isso, ele é caracterizado como um Indoor proximity solution, não entrando na nossa lista de tecnologias de localização indoor que utilizam de ondas de rádio.

### Ângulo de recepção
O Ângulo de recepção (AoA) é o ângulo no qual um sinal chega em um receptor. Esse ângulo é geralmente determinado medindo o tempo entre as chegadas de sinais entre múltiplas antenas de recepção. Em alguns receptores, o AoA é calculado com antenas que possuem sensores de direção receptiva. AoA são usados também na triangulação para se determinar o local do emissor.

### Tempo de transmissão
Tempo de transmissão é a quantidade de tempo que o sinal leva para se propagar do transmissor até o receptor. Como esse tempo é praticamente constante (ignorando diferenças usando médias) ele é utilizado para se calculara distância do emissor. Essa tecnologia também é utilizada pelo GPS. Sistemas que usam esse tipo de tecnologia precisam ter sistemas de sincronização eficientes. Ela também sofre com condições do espaço indoor onde objetos podem causar reflexões e difrações do sinal (como paredes, portas, etc...). Entretanto é possível reduzir esses efeitos aplicando algumas técnicas.

### Indicador de força de sinal
O indicador de força de sinal (RSSI) é uma medida que nos diz o nível de sinal do receptor. Como as ondas de rádio se propagam de acordo com a Variação com o inverso do quadrado, a distância pode ser obtida de acordo com a relação de nível de sinal entre o emissor e receptor, onde esse nível é uma característica do equipamento usado, caso não tenha nenhuma influência externa. Como o interior das edificação não é o Vácuo, a precisão é influenciada pela reflexão e absorção das paredes. Outros objetos como portas e pessoas também podem afetar o nível do sinal.
Infelizmente, sinais Wi-Fi são extremamentes poluídos com ruídos dificultando diversas áreas, inclusive o cálculo da distância do emissor. A diminuição desses ruídos através de filtros é uma área de muita pesquisa e estudo em andamento. Sistemas de posicionamento através de Wi-Fi são usados também em conjunto com o GPS em áreas externas como complemento.

### Outros
- Identificação por radiofrequência
- Banda ultralarga
- Radiação infravermelha
- Ultrassom

## Usos
O maior aliado na expansão do posicionamento indoor é a popularização dos smartphones. Como os smartphones estão cada vez mais comuns no cotidiano, aplicações que funcionam nos mesmo vem sendo foco de muitos desenvolvedores. A grande maioria dos smartphones já possuem as funcionalidades do GPS, entretanto a tecnologia não é eficiente em locais indoor. Alguns exemplos funcionalidades em ambientes indoor são:
- Realidade aumentada[3]
- Armazém [4]
- Parque de estacionamentos.
- Publicidade direcionada [5]
- Hospital [6][7]